# Palmerston (Ontario)
Palmerston est une communauté non incorporée située au sud de la ville de Minto dans le comté de Wellington en Ontario.
Elle a été fondée en 1875.
Sa population était de 2 599 habitants en 2011.